# 森山泰行
森山 泰行（もりやま やすゆき、1969年5月1日 - ）は、岐阜県出身の元サッカー選手、サッカー指導者、サッカー解説者。ポジションはFW。JFA 公認S級コーチ。

## 選手経歴
笠松中学校時代は全国中学校サッカー大会3位を経験
。高校は東京の帝京高校に進学。中学時代まではドリブルで自ら持ち込みゴールを決めるタイプだったというが、高校で礒貝洋光と出会ったことにより、周りを活かすよりも活かされるタイプの選手であるという自覚を持ちプレースタイルを変えていく。帝京サッカー部では1学年上に岩本三郎、巻田清一、同期に飯島寿久、礒貝洋光、島根聡一、本田泰人、1学年下には池田伸康、遠藤雅大（昌浩）、保坂信之、浅沼達也がいる。高校3年次の高校選手権では5得点をあげ、準々決勝の東海大一高戦では試合中に負傷した頭部を包帯で覆いながらプレーを続けた。
順天堂大学では、2年次にレギュラーに定着、3年のときに関東大学リーグ得点王となる。大学4年になる前の春休みにウルグアイのプログレッソに留学を経験、練習試合にとどまらず公式戦にも出場した。ペニャロールからオファーが届いたが、三浦知良に相談したところ「いい加減なエージェントにかかるととんでもないことになるから止めた方がいい」と助言を受ける。
大学を卒業した1992年、Jリーグ開幕直前の名古屋グランパスエイトに入団。1993年1stステージ第2節の浦和レッズ戦の前半34分に森山がグランパスのJリーグでの1得点目を挙げ、続いて48分に2点目を挙げてJリーグ初勝利に貢献。アーセン・ベンゲル監督時代には途中出場で高い得点率を誇り、スーパーサブとして活躍。1994年から3シーズン連続で二桁得点を記録した。1995年7月19日のジェフユナイテッド市原戦では、8分間でハットトリックを達成。1996年には799分の出場時間で11得点をあげた。1997年までに146試合出場51得点を挙げた。
名古屋からは1998年シーズンの契約延長を求められたが、それを断り海外移籍を決断する。1998年6月まで3ヶ月間の期限付き移籍 でベルマーレ平塚に在籍。
1998年にスロベニアのNDゴリツァに期限付き移籍。月給は名古屋時代の20分の1という20万円だった。このクラブではセカンドストライカーという役回りを任された。1998年10月18日のNKトリグラフ・クラーニ戦で初ゴールを記録。ユーゴスラビアのレッドスター・ベオグラードが興味を示したといわれるが、コソボ紛争の影響もあり移籍は実現せず。その後もフランスの強豪オリンピック・マルセイユへの移籍の噂があったほか、1999年にはブラジルのポルトゥゲーザ移籍の話が進んでいたがクラブ首脳陣が贈収賄疑惑で拘束されて交渉が頓挫、ジュベントゥージとは契約を済ませたが労働ビザの取得が難航し契約を解除した。
1999年8月から同シーズン終了まで名古屋からの期限付き移籍でサンフレッチェ広島に加入。
2000年には川崎フロンターレへ移籍した。
2001年から名古屋に復帰し、その年は26試合12得点で復調を見せたが、2002年シーズンは途中まで在籍して7試合無得点。
2002年8月より翌年1月31日までの契約期間でコンサドーレ札幌に期限付き移籍で加入、その後期限付き移籍期間を2004年1月31日まで延長した。
2004年、名古屋に復帰。7月末の契約満了をもって一旦現役を引退した。
2005年、森山の地元・岐阜県で将来のJリーグ参入を目指して取組みを始めた東海リーグ2部所属のFC岐阜に自らアプローチし、現役復帰。「選手兼監督補佐」という肩書きがつき、選手だけではなくコーチ的な役割を務め、さらにクラブのスポンサー獲得においても重要な役割を担った。2007年からはさらに取締役も兼任した。森山はかねてから「引退したら(地元である)岐阜でチームを立ち上げたい。子供たちに夢を与えたい」との夢があり、FC岐阜のJリーグ参入を実現させた。今西和男のFC岐阜GM就任も、森山の熱意に打たれたものである。また地元中京地区でテレビのスポーツコメンテーターをしている他、名古屋のローカルタレントである黒岩唯一と共にフットサルチーム「KURO FC」を立ち上げるなど、サッカー文化の地域密着に大きな関心と情熱を傾けている。2004年に現役を一時引退した際、名古屋地区のJリーグ中継における解説を兼任し始め、FC岐阜に関わってからも解説者活動をしていたが、FC岐阜がJ2に2008年度から加盟すると決定してからは、解説者活動にある程度の区切りをつけ「コーチ兼任ではなく選手一本でやる」と公言してFC岐阜に専念した。2008年9月、同シーズン限りでの現役引退を表明した。

### 日本代表として
日本代表としては1997年6月15日に長居スタジアムで行なわれたキリンカップ1997・トルコ戦（○1-0）に出場。代表通算1試合0得点。順天堂大学時代も日本代表に選出された経験をもつが、試合には出場していない。

## 指導者経歴
引退後もアドバイザーなどの形でFC岐阜に残るとみられていたが、2009年2月27日、FC岐阜はクラブの経営状況が厳しいため森山とのアドバイザリー契約を締結しない事を発表した。以降は再び、サッカー解説者として東海3県を中心に活動している。
2009年度JFA 公認S級コーチ養成講習会を受講し合格した。
2014年4月1日付で、浦和学院高校サッカー部の監督に就任した。
埼玉県ふじみ野市を拠点とするジュニアユースクラブ、CLUB GORICA（クラブゴリツァ）及び埼玉県富士見市を拠点とするジュニアクラブ、NKFC（Nanbata Krein Football Club）の代表を務めている。
2019年2月12日、愛知県岡崎市にあるJFLのFCマルヤス岡崎で現役復帰することが発表された。2018年夏に強化担当就任のオファーが来たことがきっかけで、強化担当との兼任でプレーすることになる。
2021年は選手登録されず、再び現役を退いた。
2023年より朝日インテック・ラブリッジ名古屋
の監督に就任した。2024シーズンで監督を退任することになった。
2025年より順天堂大学のストライカーコーチに就任した。

## 監督成績
| 年度   | クラブ                           | 所属        | リーグ戦 | リーグ戦 | リーグ戦 | リーグ戦 | リーグ戦 | リーグ戦 | カップ戦  |
| 年度   | クラブ                           | 所属        | 順位     | 勝点     | 試合     | 勝       | 分       | 敗       | 皇后杯    |
| ------ | -------------------------------- | ----------- | -------- | -------- | -------- | -------- | -------- | -------- | --------- |
| 2023   | 朝日インテック・ラブリッジ名古屋 | なでしこ1部 | 2位      | 41       | 22       | 12       | 5        | 5        | 2回戦敗退 |
| 2024   | 朝日インテック・ラブリッジ名古屋 | なでしこ1部 | 3位      | 44       | 22       | 13       | 5        | 4        | 5回戦敗退 |
| 通算   | 日本                             | なでしこ1部 | -        | -        | 44       | 25       | 10       | 9        | -         |
| 総通算 | 総通算                           | 総通算      | -        | -        | 44       | 25       | 10       | 9        | -         |

## 選手時代の特徴
小柄ながら俊敏さとゴールを狙う貪欲さを武器とするストライカーで、ゴール前での集中力の高さと動きの質の高さが特徴。走り回ってチャンスメイクするタイプではなく、戦況を常に冷静に把握してチャンスを狙うタイプ。名古屋グランパス在籍時（特にアーセン・ベンゲルが率いた1995年・1996年）は試合終盤に投入されるスーパーサブとして信頼を受け、「8時半の男」の異名を取った。
グランパスで挙げた63得点のうち22得点は途中出場で挙げており、この数字は2020年時点で岡山哲也（2位・13得点）に大きく差をつけてクラブ歴代1位。J1通算では66得点のうち23得点が途中出場からの得点で、これは2011年9月10日に播戸竜二が更新するまでJリーグ記録であった。

## 所属クラブ
- 帝京高校
- 順天堂大学
- 1992年 - 1999年 名古屋グランパスエイト
- 1998年 - 同年7月 ベルマーレ平塚
- 1998年8月 - 1999年7月 NDゴリツァ
- 1999年8月 - 同年12月 サンフレッチェ広島
- 2000年 川崎フロンターレ
- 2001年 - 2002年7月 名古屋グランパスエイト
- 2002年8月 - 2003年 コンサドーレ札幌
- 2004年 - 同年6月 名古屋グランパスエイト
- 2005年 - 2008年 FC岐阜
- 2019年 - 2020年 FCマルヤス岡崎（チームディレクター兼任）

## 個人成績
| 国内大会個人成績 | 国内大会個人成績 | 国内大会個人成績 | 国内大会個人成績 | 国内大会個人成績 | 国内大会個人成績           | 国内大会個人成績 | 国内大会個人成績 | 国内大会個人成績 | 国内大会個人成績 | 国内大会個人成績 | 国内大会個人成績 |
| 年度             | クラブ           | 背番号           | リーグ           | リーグ戦         | リーグ戦                   | リーグ杯         | リーグ杯         | オープン杯       | オープン杯       | 期間通算         | 期間通算         |
| 年度             | クラブ           | 背番号           | リーグ           | 出場             | 得点                       | 出場             | 得点             | 出場             | 得点             | 出場             | 得点             |
| 日本             | 日本             | 日本             | 日本             | リーグ戦         | リーグ戦                   | リーグ杯         | リーグ杯         | 天皇杯           | 天皇杯           | 期間通算         | 期間通算         |
| ---------------- | ---------------- | ---------------- | ---------------- | ---------------- | -------------------------- | ---------------- | ---------------- | ---------------- | ---------------- | ---------------- | ---------------- |
| 1992             | 名古屋           | -                | J                | -                | -                          | 4                | 0                | 1                | 1                | 5                | 1                |
| 1993             | 名古屋           | -                | J                | 12               | 4                          | 0                | 0                | 1                | 1                | 13               | 5                |
| 1994             | 名古屋           | -                | J                | 39               | 13                         | 1                | 0                | 2                | 1                | 42               | 14               |
| 1995             | 名古屋           | -                | J                | 42               | 14                         | -                | -                | 4                | 0                | 46               | 14               |
| 1996             | 名古屋           | -                | J                | 26               | 11                         | 14               | 4                | 1                | 0                | 41               | 15               |
| 1997             | 名古屋           | 15               | J                | 29               | 9                          | 5                | 1                | 1                | 0                | 35               | 10               |
| 1998             | 平塚             | 29               | J                | 4                | 0                          | 0                | 0                | 2                | 0                | 6                | 0                |
| スロベニア       | スロベニア       | スロベニア       | スロベニア       | リーグ戦         | リーグ戦                   | リーグ杯         | リーグ杯         | オープン杯       | オープン杯       | 期間通算         | 期間通算         |
| 1998-99          | ゴリツァ         |                  | 1.SNL            | 10               | 1                          |                  |                  |                  |                  |                  |                  |
| 日本             | 日本             | 日本             | 日本             | リーグ戦         | リーグ戦                   | リーグ杯         | リーグ杯         | 天皇杯           | 天皇杯           | 期間通算         | 期間通算         |
| 1999             | 広島             | 11               | J1               | 11               | 3                          | 0                | 0                | 3                | 0                | 14               | 3                |
| 2000             | 川崎             | 9                | J1               | 14               | 0                          | 5                | 0                | 1                | 0                | 20               | 0                |
| 2001             | 名古屋           | 15               | J1               | 26               | 12                         | 3                | 0                | 1                | 0                | 30               | 12               |
| 2002             | 名古屋           | 15               | J1               | 7                | 0                          | 5                | 0                | -                | -                | 12               | 0                |
| 2002             | 札幌             | 9                | J1               | 4                | 0                          | -                | -                | 3                | 0                | 7                | 0                |
| 2003             | 札幌             | 15               | J2               | 5                | 0                          | -                | -                | 0                | 0                | 5                | 0                |
| 2004             | 名古屋           | 35               | J1               | 1                | 0                          | 0                | 0                | -                | -                | 1                | 0                |
| 2005             | 岐阜             | 15               | 東海2部          | 8                | 2                          | -                | -                | -                | -                | 8                | 2                |
| 2006             | 岐阜             | 15               | 東海1部          | 11               | 5                          | -                | -                | 2                | 1                | 13               | 6                |
| 2007             | 岐阜             | 15               | JFL              | 8                | 0                          | -                | -                | 3                | 1                | 11               | 1                |
| 2008             | 岐阜             | 15               | J2               | 13               | 1                          | -                | -                | 0                | 0                | 13               | 1                |
| 2019             | マルヤス         | 50               | JFL              | 0                | 0                          | -                | -                | -                | -                | 0                | 0                |
| 2020             | マルヤス         | 51               | JFL              | 0                | 0                          | -                | -                | 0                | 0                | 0                | 0                |
| 通算             | 日本             | 日本             | J1               | 215              | 66                         | 39               | 5                | 18               | 3                | 272              | 74               |
| 通算             | 日本             | 日本             | J2               | 18               | 1                          | -                | -                | 0                | 0                | 18               | 1                |
| 通算             | 日本             | 日本             | JFL              | 8                | 0                          | -                | -                | 3                | 1                | 11               | 1                |
| 通算             | 日本             | 日本             | 東海1部          | 11               | 5                          | -                | -                | 2                | 1                | 13               | 6                |
| 通算             | 日本             | 日本             | 東海2部          | 8                | 2                          | -                | -                | -                | -                | 8                | 2                |
| 通算             | スロベニア       | スロベニア       | スロベニア1部    | 10               | 1\|\|\|\|\|\|\|\|\|\|\|\|  |                  |                  |                  |                  |                  |                  |
| 総通算           | 総通算           | 総通算           | 総通算           | 270              | 75\|\|\|\|\|\|\|\|\|\|\|\| |                  |                  |                  |                  |                  |                  |

その他の公式戦
- 1996年
  - スーパーカップ 1試合0得点
  - サントリーカップ 2試合0得点

国際試合
- 1996 アジアカップウィナーズカップ 1試合0得点

## 代表歴

### 試合数
- 国際Aマッチ 1試合 0得点(1997年)

| 日本代表 | 国際Aマッチ | 国際Aマッチ |
| 年       | 出場        | 得点        |
| -------- | ----------- | ----------- |
| 1997     | 1           | 0           |
| 通算     | 1           | 0           |

### 出場
| No. | 開催日         | 開催都市 | スタジアム     | 対戦相手 | 結果 | 監督   | 大会         |
| --- | -------------- | -------- | -------------- | -------- | ---- | ------ | ------------ |
| 1.  | 1997年06月15日 | 大阪府   | 長居陸上競技場 | トルコ   | ○1-0 | 加茂周 | キリンカップ |